# ENTUM
ENTUM（エンタム）は、株式会社ZIZAI（旧名：DUO）が運営していた、バーチャルYouTuberに特化したマネージメント事務所。クライアントとの窓口としての役割も果たし、所属クリエイターが制作活動に集中できる環境構築に取り組んでいた。

## 経歴
2018年
- 4月9日、事務所が設立。
- 7月26日・7月28日・8月4日、所属クリエイター同士のコラボ企画「夏休み！第一回真夏のENTUMコラボ祭り2018」が配信された。

2019年
- 12月31日、運営終了。

2020年
- 1月1日 - 2021年4月30日、運営元の株式会社ZIZAIが旧所属タレントの贈り物の代理受取を実施。

## 旧所属タレント
加入順に記載。脱退日が併記されていないタレントは、事務所の運営終了日である2019年12月31日まで所属していた。
2018年4月9日に加入
- ミライアカリ
- 猫宮ひなた
- ヨメミ（2018年6月28日に脱退[6]）
- 届木ウカ
- もちひよこ

2018年6月29日に加入
- ユメノツキミ（2018年12月26日に引退[8]）
- 皆守ひいろ（運営終了と同時に引退[3][9]）
- 月夜ソラ
- 花野蜜（運営終了と同時に引退[3]）

2018年8月4日に加入
- 夜桜カノン

2018年8月10日に加入
- ニーツ/VT-212
- 御来屋久遠
- ミディ

## 出演

### テレビアニメ
- バーチャルさんはみている（2019年1月 - 3月、TOKYO MX）メインキャスト - ミライアカリ・猫宮ひなた、ゲストキャスト - 届木ウカ・もちひよこ[12]、第9話次回予告 - 月野ソラ[13]

### イベント
- VtuberLand! オープニングイベント（2019年9月17日、よみうりランド）出演者 - ミライアカリ・猫宮ひなた・御来屋久遠[14]

## タイアップ
- クラッシュフィーバー（2018年12月4日 - 12月18日）出演者 - ミライアカリ・猫宮ひなた・届木ウカ・もちひよこ[15]